# Obama Presidential Center

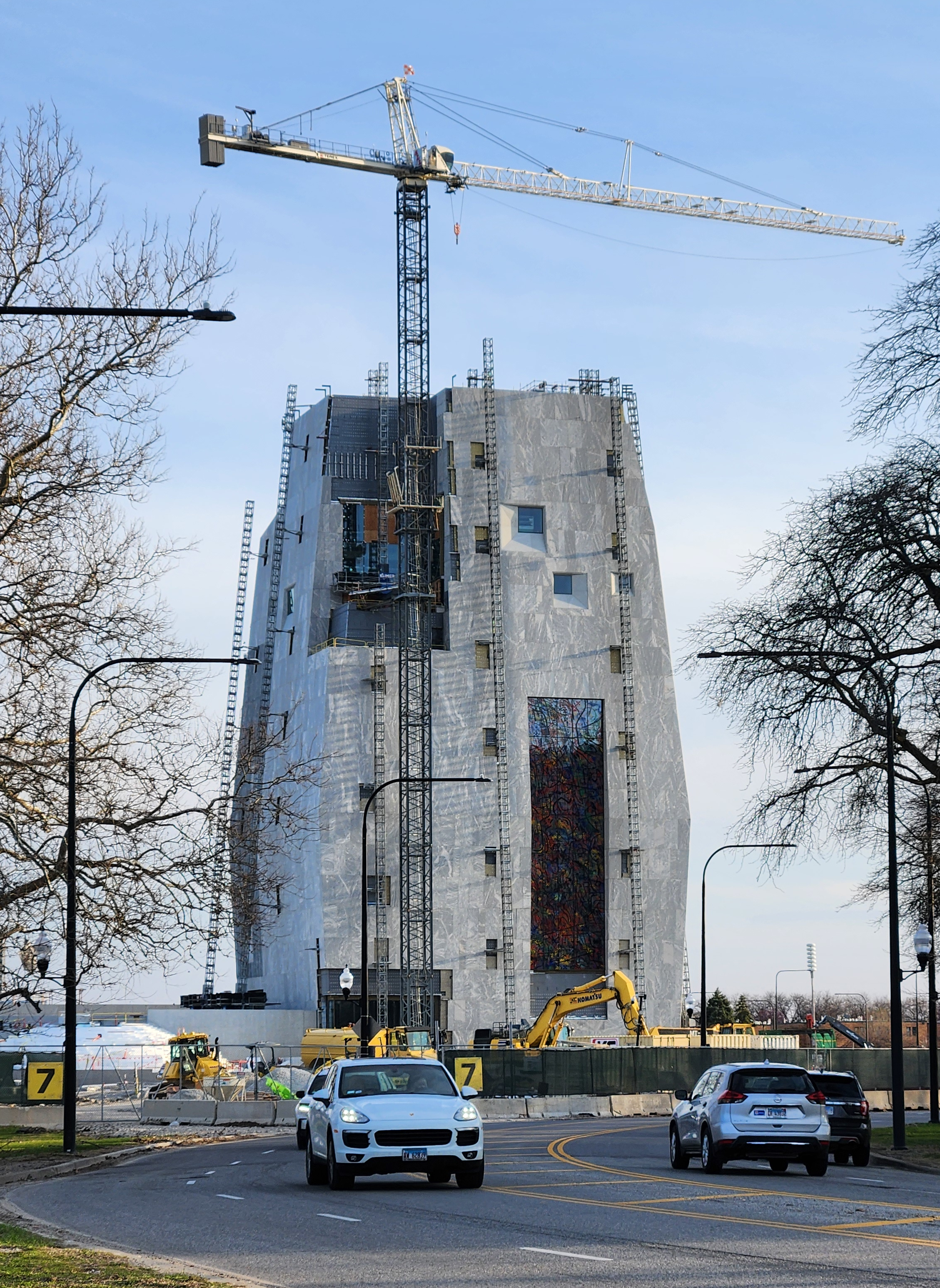
Baustelle Obama Presidential Center, April 2025

Das Obama Presidential Center beinhaltet die geplante Präsidentenbibliothek von Barack Obama, dem 44. Präsidenten der Vereinigten Staaten von Amerika.
Das Center soll in der Nähe des Museum of Science and Industry im Jackson Park von Chicago errichtet und von der University of Chicago und der National Archives and Records Administration (NARA) betreut werden. Die Baukosten werden auf mindestens 500 Millionen Dollar geschätzt. Das Center sollte 2021 eingeweiht werden. Anhängige Gerichtsverfahren verzögerten den Bau auf unbestimmte Zeit und stellten ihn infrage. Der Bau hat inzwischen begonnen und soll bis 2026 fertiggestellt sein.